# 유량동
유량동(留糧洞)은 충청남도 천안시 동남구에 설치된 법정동이다. 행정동 원성동이 관할한다.

## 연혁
- 930년 고려 왕건 태조 『천안도독부』설치 지역
- 1914년 천안군 영성면 (1920년 천안면, 1953년 환성면 개칭)
- 1963년 1월 1일: 천안읍과 환성면이 천안시로 승격
- 1975년 1월 1일: 천안시 신안동 관할로 승격·편입
- 1996년 11월 1일: 천안시 원성동 관할로 편입

## 시설
- 중앙소방학교
- 충청소방학교
- 우정공무원교육원
- 우정박물관
- 천안시 친환경폐기물매립시설

## 교육
- 천성중학교

## 같이 보기
- 원성동